# کالیواکیا
کالیواکیا (به لاتین: Kalyvakia, Cyprus) یک منطقهٔ مسکونی در قبرس است که در de jure Nicosia District واقع شده‌است.

## خصوصیات
کالیواکیا ۲۴۸ نفر جمعیت دارد.